# Куликовское (Новосибирская область)
Куликовское — село в Чулымском районе Новосибирской области. Административный центр Куликовского сельсовета.

## География
Площадь села — 121 га.

## Население
| 2002 | 2007 | 2010 |
| ---- | ---- | ---- |
| 484  | ↗519 | ↘474 |

## Инфраструктура
В селе по данным на 2021 год функционируют 1 учреждение здравоохранения и 1 учреждение образования.